# Loïc Ompraret
Pas d'image ? Cliquez ici

a Compétitions nationales et continentales officielles uniquement.

Dernière mise à jour le 28 mars 2025.
Loïc Ompraret, né le 10 février 1999, est un joueur français de rugby à XV évoluant au poste de demi de mêlée.

## Carrière
Loïc Ompraret débute le rugby en 2005, au sein de l'école de rugby de l'US Coarraze Nay. Il rejoint ensuite le centre de formation de la Section paloise de 2015 à 2018. En 2018, il rejoint le centre de formation de Soyaux Angoulême XV Charente.
Il fait ses débuts avec l'équipe première en 2019 lors de la saison de Pro D2 2019-2020 afin de compenser la blessure d'Erwan Nicolas. Durant la saison 2019-2020, il n'évolue qu'avec l'équipe espoirs du club charentais. Il fait son retour avec l'équipe première lors de la saison 2020-2021.

## Palmarès
Néant.